# Heliogomphus scorpio
Heliogomphus scorpio – gatunek ważki z rodziny gadziogłówkowatych (Gomphidae). Występuje w południowych i południowo-wschodnich Chinach, Laosie i północnym Wietnamie.